# 原電池

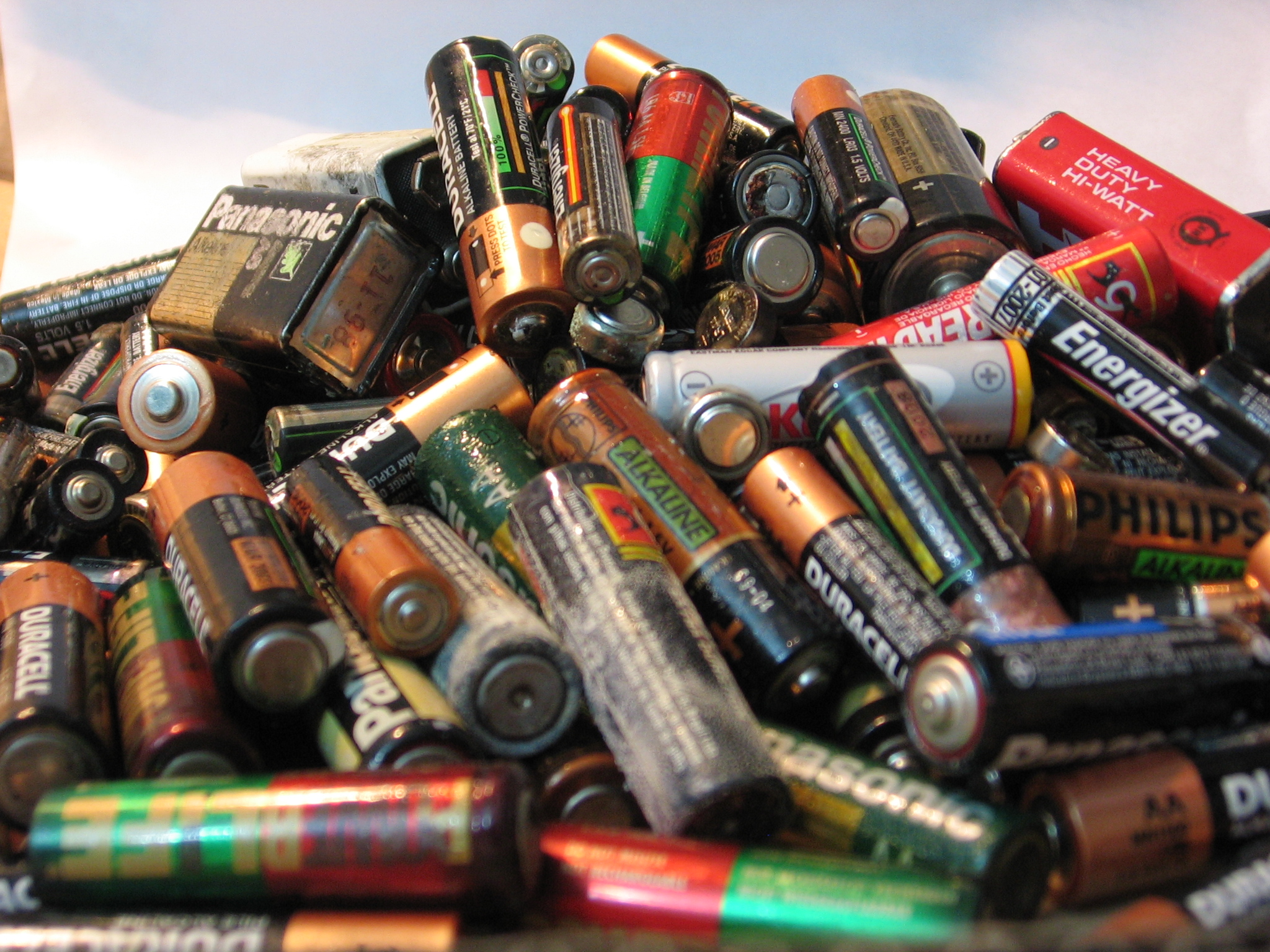
使用過的原電池

原电池（primary cell）又稱一次电池、初級反應電池，意指不可充電電池，是化學電池的一種，以化學能轉變為電能而提供電力，且只可放電一次，當內裏的化學物質全部起了化學作用後便不能再能提供電能，也不能將外部提供的電力儲起，因此完全放電後便不可再用，這是因為其电化反應不可逆轉。有別於可以反複多次充電（儲起外部提供的電力）後再放電的蓄電池（二次電池、可充電電池）。
原電池售價及生產成本一般較便宜，例如常用的鹼性電池，但若成本以整體壽命計算則不及一般的蓄電池便宜。

## 原電池的種類
- 碳鋅電池—俗稱碳性電池，電壓約1.5V，售價最平，但電池容量較低，能輸出的電压也較低，幾乎被鹼錳電池所取代，但是鹼錳電池會在長期存放後漏出有害腐蝕液體(氢氧化钾溶液)，所以碳鋅電池仍被使用於低用電量同時需長期使用的裝置，例如鐘、紅外線遥控等。為了增加正極的導電性，一般會以粉末狀碳和二氧化錳圍繞碳棒作正極，所以又稱為鋅錳電池電池。電解質一般採用氯化銨，當中也有為了容量或輸出電流而改用氯化鋅為電解質(通常標示為「Heavy Duty」)。
- 鹼錳電池—電壓約1.5V，電池容量及輸出的電压較碳鋅電池高，但不及鎳氫電池，長期存放後易泄漏出有害腐蝕液體。
- 鋰電池—電壓約3V，電池容量及輸出的電壓極高，可以存放十年仍有相當電力，但價錢較貴。

其他的一次性电池包括有鋅電池、鋅空電池、水銀電池、氫氧電池和鎂錳電池。

## 相關
- 乾電池

## 標準
原電池的通用國際標準是 IEC 60086 系列，其下又分若干子項，例如 IEC 60086-1 原電池 第一部分：總則。

## 外部連結
- （英文）Nonrechargeable batteries